# KZ-Außenlager Linz I

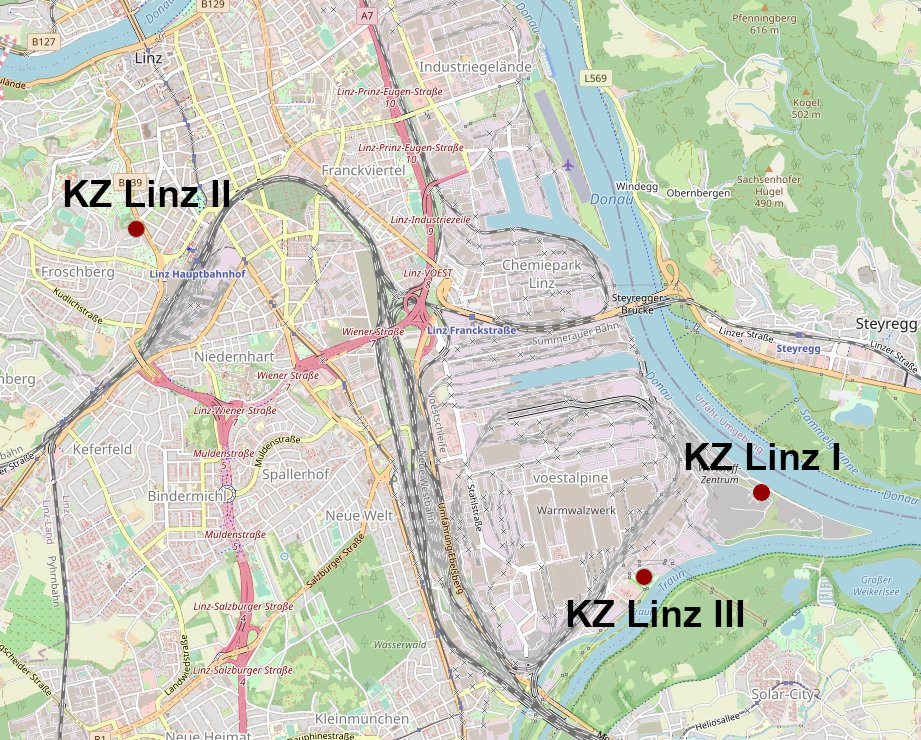
Position der Konzentrationslager in Linz

Das Konzentrationslager Linz I war ein Außenlager des Konzentrationslagers Mauthausen und bestand vom 11. Jänner 1943 bis zum 3. August 1944 in Linz bei den Reichswerken Hermann Göring. Insgesamt wurden über 1700 Häftlinge in das Lager eingewiesen. Über 120 Häftlinge des Lagers Linz I sind gestorben, der Großteil bei einem Luftangriff im Juli 1944. Die Gefangenen mussten aus Hochofenschlacke Baustoffe herstellen. Sie wurden außerdem beim Straßenbau und in den Stahlwerken eingesetzt.

## Geschichte

### Gründung
Zur Verwertung der Hochofenschlacke der Hütte Linz, die gleich nach dem sogenannten Anschluss Österreichs 1938 bis zur Inbetriebnahme im Herbst 1941 errichtet wurde, kam es zu einer Vereinbarung der Reichswerke Hermann Göring mit der SS. Zunächst wurde geplant, ein Unternehmen mit je 50-prozentiger Beteiligung der SS sowie der Reichswerke Hermann Göring für die Verarbeitung der Hochofenschlacke zu gründen. Nach langen Verhandlungen wurde dieser Plan jedoch verworfen. Der Betrieb für die Schlackeverarbeitung wurde gänzlich von der SS-eigenen Firma Deutsche Erd- und Steinwerke betrieben. Die Rolle der Reichswerke Hermann Göring beschränkte sich auf die Finanzierung der Fabrik sowie der Einrichtungskosten des Konzentrationslagers und auf die Zu- und Ablieferung der Schlacke bzw. der produzierten Baustoffe.
Die ersten 30 Häftlinge kamen im Dezember 1942 auf das Gelände der Reichswerke Hermann Göring und bereiteten den Bau des Lagers vor. Ein erster Transport von 100 überwiegend jugoslawischen Gefangenen traf dann am 11. Jänner 1943, dem Tag der offiziellen Gründung des Außenlagers, ein.

### Schließung
Im Jahr 1944 wurde geplant, den Häftlingseinsatz bei den Reichswerken Hermann Göring deutlich auszuweiten. Das bestehende Lager Linz I war dafür zu klein. Es wurde deshalb unweit des ursprünglichen Lagers ab Mai 1944 das neue Außenlager Linz III errichtet (in der Zwischenzeit wurde in der Innenstadt von Linz das Außenlager Linz II, errichtet, wo Häftlinge Luftschutzstollen errichten mussten). Am 25. Juli kam es zu einem großen alliierten Luftangriff auf die Reichswerke. Bei diesem wurde das Lager Linz I fast vollständig zerstört. Über 120 Häftlinge starben bei diesem Angriff. Die übrigen Häftlinge wurden in das neue Lager Linz III überstellt und das Lager Linz I am 3. August 1944 offiziell aufgelöst.

### Häftlinge
Insgesamt wurden 1756 Häftlinge in das Lager Linz I deportiert. Der Höchststand wurde im Juli 1944 mit ca. 950 Häftlingen erreicht. Die 631 Häftlinge, die den Luftangriff von Juli 1944 überlebten, wurden in das neu gegründete Lager Linz III überstellt. Über 120 Häftlinge starben bei diesem Luftangriff. Weitere acht Todesfälle sind für das Lager Linz I verzeichnet. Zahlreiche schwache und kranke Häftlinge wurden in das Lager Mauthausen rücküberstellt.
Die größten Gruppen von Gefangenen stammten aus Polen, Jugoslawien, der Sowjetunion sowie aus dem Deutschen Reich.

### Lebens- und Arbeitsbedingungen
Die Häftlinge wurden in vier Häftlingsbaracken, die sie selbst errichten mussten, auf dem Gelände der Hütte, auf einem aufgeschütteten Bereich zwischen Werk und Donau, untergebracht. Die Gefangenen mussten großteils im Freien arbeiten. Das führte, insbesondere im Winter und im Hochsommer, zu schweren Arbeitsbedingungen. Wie in den meisten Außenlagern von Mauthausen wurden die Gefangenen nur unzureichend ernährt. Im Zuge der schlechten Arbeitsbedingungen kam es außerdem immer wieder zu Arbeitsunfällen.

### Bewachung
Kommandoführer von Linz I war der SS-Obersturmführer Fritz Miroff. Er wurde davor bereits in den Lagern Mauthausen, Gusen und Bretstein eingesetzt. Miroff wurde in einem Nebenprozess des Dachauer Mauthausen-Hauptprozesses zum Tode verurteilt und im November 1948 hingerichtet. Rapportführer war SS-Oberscharführer Hermann Sturm, der nach dem Krieg zu einer 20-jährigen Haftstrafe verurteilt wurde. Alle Bewacher waren in einer Baracke neben dem Lagergelände untergebracht.

## Nachkriegsgeschichte

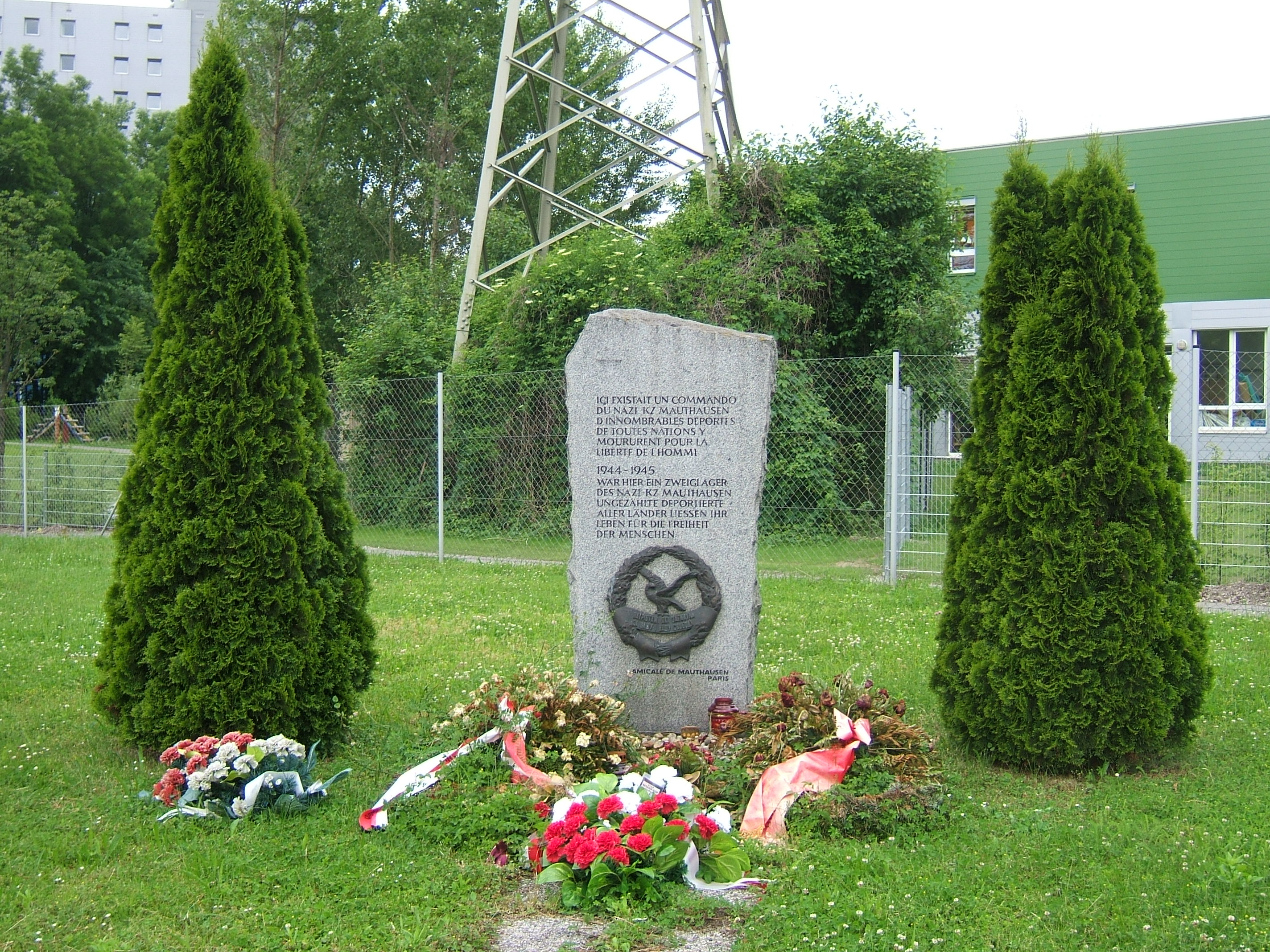
Gedenkstein am Gelände des ehemaligen Lagers Linz III

Auf dem Gelände des ehemaligen Lagers Linz III erinnert ein Gedenkstein der Amicale de Mauthausen aus 1965 an die Opfer der Lager Linz I und Linz III. Die voestalpine betreibt außerdem das Zeitgeschichte Museum, in dem auch die Zwangsarbeit der KZ-Häftlinge von Linz I behandelt wird.